# Эльфгифу Шафтсберийская
Эльфгифу (Элгива; др.-англ. Ælfgifu, Elgiva, Aelgifu, Algyva, Aelgytha; умерла в 944 или 946) — королева Англии, затем монахиня. Святая Католической церкви, день памяти — 21 декабря.
Святая Эльфгифу, первая жена (приблизительно с 940 года) короля Англии Эдмунда I и мать королей Эдвига и святого Эдгара Миролюбивого, считалась советницей и благороднейшим лицом («ennobler») для всего королевства. В своей хронике Вильям Мальмсберийский писал, что Эльфгифу пережила своего мужа и после его кончины ушла в монастырь в Шафтсбери, где и окончила свои дни. Однако подтверждения этих данных в документах X века пока историками не обнаружены. Монастырь в Шафтсбери стал центром почитания святой Эльфгифу. Вильям Мальмсберийский восхвалял её великодушие, мудрые советы и дар пророчества. Он также описал чудеса с её участием.